# 揚威號無防護巡洋艦
揚威號無防護巡洋艦是清朝为其海軍向英国订购的超勇級無防護巡洋艦二号舰。本舰设计定位为以低矮外形躲避炮火、以高速遂行撞击战术，因此也可以划分为撞击巡洋舰（时文称为“碰船兼快船”、“碰快船”）。本舰作为清朝最早对外订购的大型全钢军舰之一，服役初期成为了北洋舰队乃至整个清朝海军的绝对主力舰，经常参加清朝的对外海军行动，尤其是对外宣示清朝在朝鲜的利益。后本舰参加了甲午战争，在黄海海战中，本舰受到日舰密集攻击重创，试图前往浅水区自救时，遭到正在逃跑的濟遠號撞击，加重了进水程度，最终擱淺但未沉没。本舰管带（舰长）林履中跳海自殺。次日被日艦千代田用水雷進行破壞沉没。

## 设计和概述

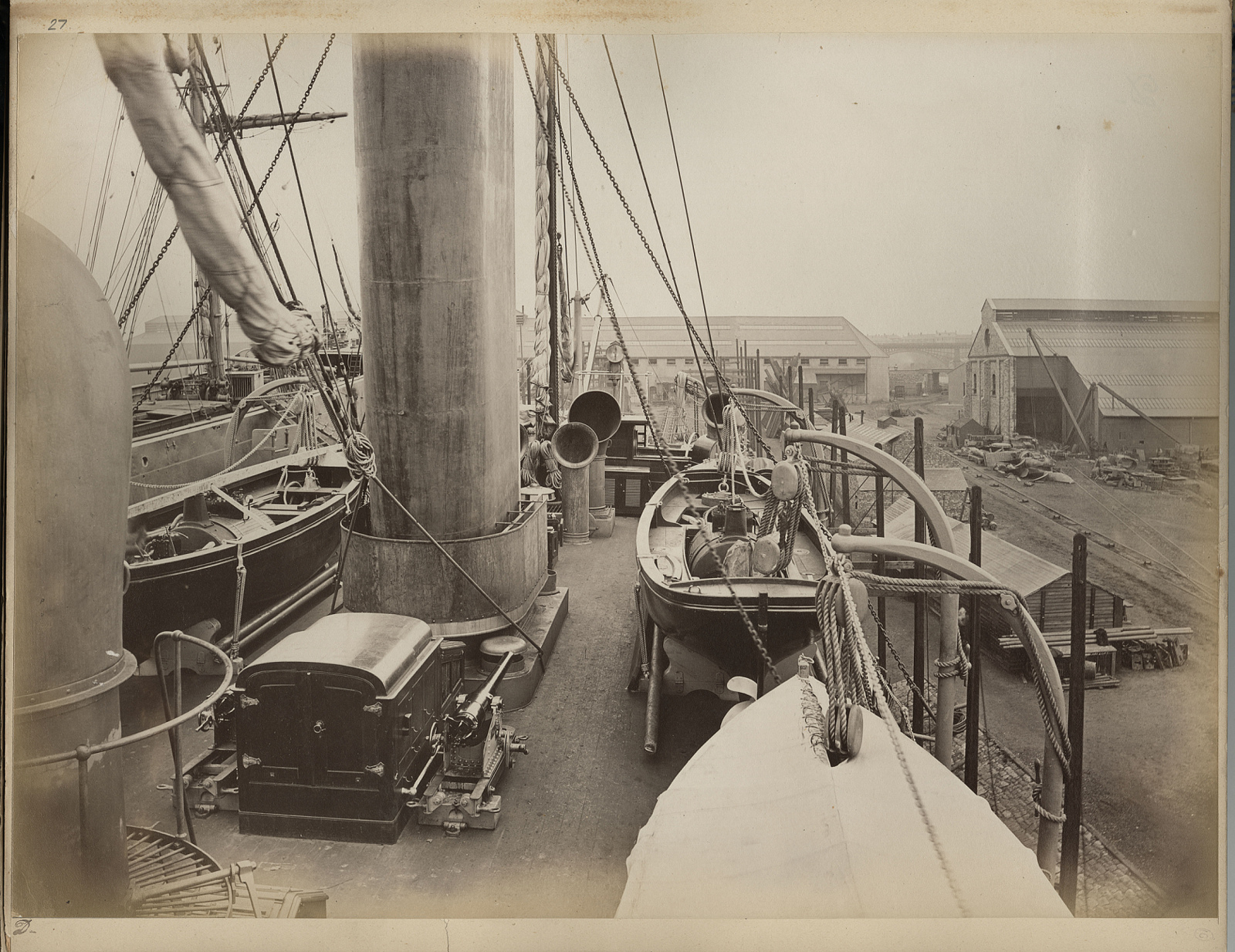
扬威号主甲板

1874年牡丹社事件发生后，清政府重新开始重视海军建设。大约这段时间，乔治·怀特威克·伦道尔根据利萨海战的经验，带头设计了一种小型带撞角的军舰，认为可以战胜更为大型的铁甲舰。时任中国海关驻伦敦办事处主任金登幹经时任中国海关总税务司赫德宣传了这款新的军舰，号称该舰装备了可以击穿任何铁甲舰的新式后膛炮。由于当时清朝水师仅拥有一些炮舰和蚊子船，该款军舰将可以成为清朝水师的有力战力。时任北洋大臣李鸿章对这一设计非常感兴趣，委托赫德向阿姆斯特朗公司洽谈订购两艘这种新式的撞击巡洋舰。1879年12月18日，双方正式签订合同，两艘巡洋舰总报价16万英镑。

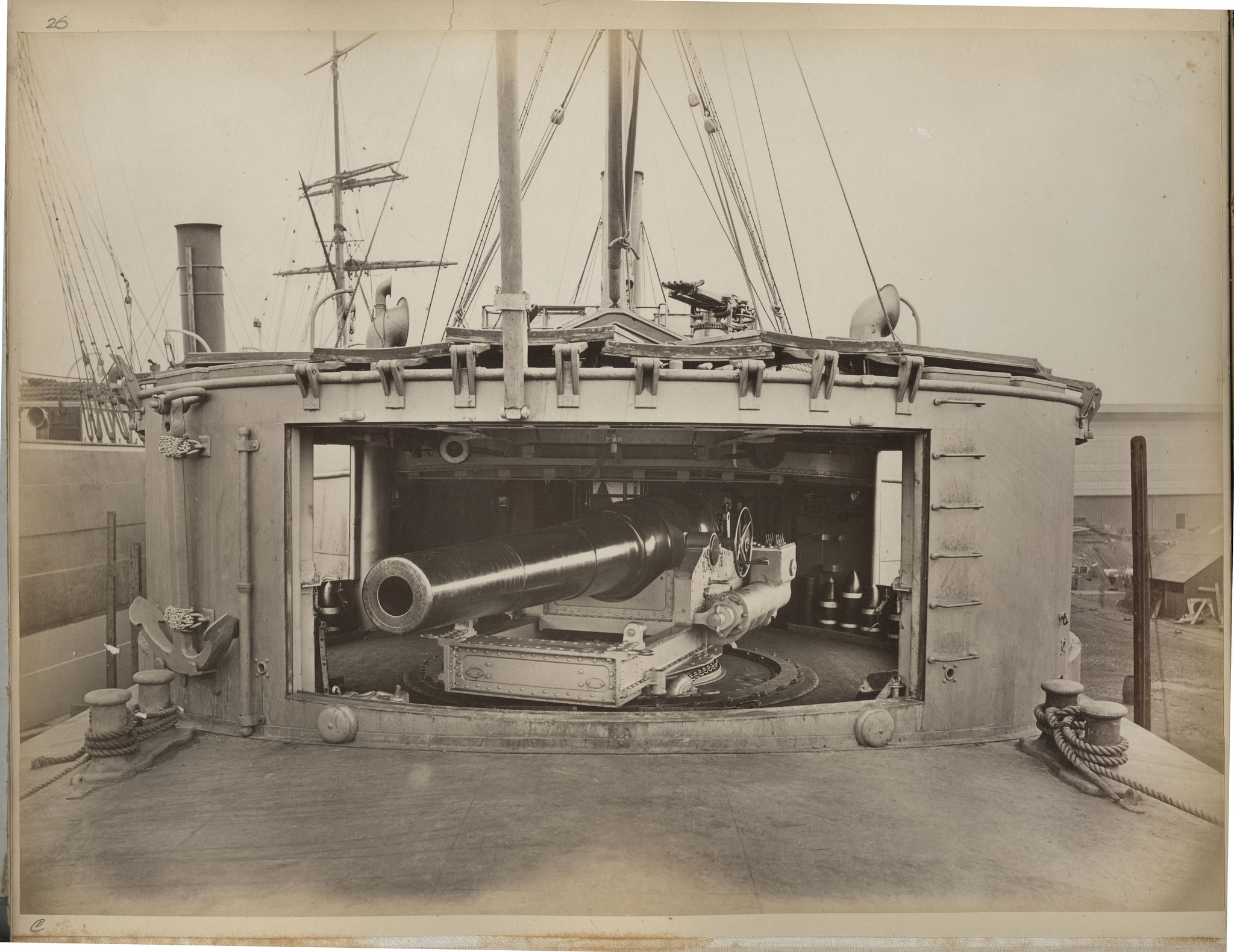
二号舰扬威号的主炮及固定式炮房，能清楚看到炮房以及三个炮门，炮门挡板已全部拉起，翻至炮房顶上。火炮能明显看出来为架退炮，安装在液压制退/复进底座上。炮房角落环置大量炮弹。

本舰正常排水量1380吨，满载1542吨；长64米、宽9.75米、吃水4.57米。配备风帆索具，原设计为直桅，可张挂纵帆；回国后中方在前桅添加了横桁。为了遂行撞击战术，本舰外形低矮，除了单烟囱、双桅，水线上部位侧影较小。但乾舷非常低，适航性很差，上浪问题严重。动力部分，装备两座霍索恩公司的卧式往复式蒸汽机，配备6座锅炉；双轴推进，设计功率2,600匹指示馬力（1,939千瓦特）、16節（29.6每小時）。额定装煤250吨，最大300吨。
火力方面，本舰主炮为两门26倍径10英寸（254），型号不详。每门炮备弹100发，最大仰角10度，最大俯角3度，有效射程8000米；在3000米距离上可以击穿14英寸（356）钢板。主炮带简单的液压复进装置，达到2.5分钟每发，射速比老式架退炮要快些。炮台带有一个不能转动的炮廓，正面和两侧开有炮门，正面44度，侧面70度。为了解决上浪的问题，炮门安装有挡板，平时关闭，作战时向上打开。副炮为4门22倍径4.7英寸（119）炮，每门炮备弹200发，分别安装在上层建筑4个角落，射界60度，炮门同样安装有挡板。后主炮附近有两门诺典菲尔德4管机关炮，以及4门10管加特林机关炮（时文称为格林炮）。撞角位于水线下11英尺（3.35）处。
防护能力方面，本级舰体为0.75英寸（19.05）钢板，铆接在木质底板上。水线下有一小段简单的装甲甲板保护轮机舱和弹药库，但仅厚0.375英寸（9.53），因此依然属于无防护巡洋舰。司令塔装甲厚5/8英寸0.625英寸（15.88）。在舷侧和机舱上方布置有煤舱，可以提供一定的防护。

## 舰历
1879年12月18日，中英双方正式签订造舰合同。1880年1月15日，埃尔斯维克船厂开始动工兴建本舰。经金登幹提议，赫德将本舰暂命名为“金牛座号”，寓意本级两舰均在欧洲建造（取自希腊神话故事中宙斯化身为金牛诱拐女子欧罗巴的典故）。同年12月6日，清朝方面组建了一支200多人的接舰队伍，以北洋海防督操、记名提督丁汝昌率领，包括管带林泰曾、副管带邓世昌等人，从天津出发。10日，接舰队伍抵达上海，在当地进行训练。23日，丁汝昌与葛雷森等人乘法国商船先行前往英国进行验收。同年12月27日，李鸿章正式将本舰定名“扬威”。
1881年2月20日，丁汝昌从英国发电下令接舰队伍出发。27日9时整，接舰队伍乘招商局轮船海琛号出发。同年4月30日到达纽卡斯尔，停泊于埃尔斯维克。本舰的建造过程并不顺利，因为材料价格上涨、设计修改、罢工、鱼雷艇之争等种种问题，工期屡屡拖延；虽然承建方甚至将原定用于智利军舰的零件都用到了本舰及姊妹舰上，工期依然大幅度推迟，未能在原定的1881年春季完工。完工之后，恶劣的天气又使得海试的日期一再推迟。李鸿章对此勃然大怒，赫德只好对金登幹施压，要求后者催促建造方加快进度。7月15日，扬威号进行海试，虽然途中因为有渔船误闯测试海域，扬威号需要避让，但依然录得2,700匹指示馬力（2,013千瓦特）、16.4節（30每小時）的好成绩。8月2日，接舰人员正式接收本舰。8月9日13时，扬威号与姊妹舰超勇號从纽卡斯尔出发前往普利茅斯。17日04时，两舰离开英国返航。扬威号的返程也是一直麻烦不断：进入地中海后不久，扬威号就与超勇号失散，因为缺煤而在距离亚历山大港80海里处漂流了两天。超勇号几经搜寻方才找到扬威号。经过苏伊士运河时，扬威号螺旋桨损坏，需要进行修理；进入印度洋后扬威号又出现机器故障，需要停船进行紧急修理；不久又发生锅炉舱失火事件。同年10月15日，两舰驶近香港时遇到暴风雨，16时两舰救起因为风雨困在岛礁上的4名遇险民众。16日，两舰绕道广州、福州；经广州时，时任两广总督張樹聲率领多名官员登舰慰问。11月18日，两舰抵达天津大沽，作为当时中国海军最先进的军舰加入北洋水师，立即成为了北洋舰队的主力，其中邓世昌成为扬威号首任管带。
此时日本加紧了对朝鲜的渗透和控制。为遏制日本的势力扩张，清廷决定在朝鲜半岛引入列强，以此抗衡日本。1882年5月7日，丁汝昌率领超勇号、扬威号护送特使马建忠前往朝鲜，签订《朝美修好通商条约》；6月25日，丁汝昌再次率领两舰赴朝，参加德国与朝鲜的定约谈判。7月23日，朝鲜爆发壬午兵变，起事军民将日本公使馆赴诸一炬，并杀死多名日本官员，兴宣大院君控制了朝政。日本派出征朝军，准备武力报复。清朝立即采取对抗措施，派出超勇号和扬威号前往仁川，与日本军舰并排停泊进行威慑。两舰的主炮对于当时日本海军的主力、二等铁甲舰扶桑有强大的优势，使得日本海军并未轻启战端。同年8月20日，北洋水师护送提督吴长庆部淮军4500人登陆，26日清军进入汉城逮捕大院君，控制了事态。
1884年，中法之间因对越南的控制权矛盾加剧，中法战争爆发。超勇号、扬威号前往上海，与南琛號、南瑞號、開濟號、澄庆号、驭远号会合，准备南下迎击法国舰队。为加强火力，清朝从地亚士洋行购买了一批哈乞开斯37毫米机关炮，为超勇号、扬威号各装备了两门。6月23日，两舰同南洋水师扬武号、康济号等与法国远东分舰队进行对峙。此时日本趁清朝调兵遣将前往南方之机，再度在朝鲜展开活动。鉴于形势发展，两舰北上返回大沽，没有参加馬江海戰。11月两舰再度南下前往上海，然而12月4日，亲日的开化党人与日本驻日公使发动甲申政变，开化党人与日军占领了王宫。朝鲜旧臣向清朝驻朝特使袁世凯“痛哭乞师”。丁汝昌于是奉命重新率领超勇号、扬威号北上，护送炮舰威遠號运载淮军增援部队登陆朝鲜，由此两舰再一次错过了中法战争。
1885年初，英、俄矛盾日趋尖锐，4月12日，英国亚洲舰队自行占领朝鲜巨文島，作为对抗俄军的据点。16日，丁汝昌率领超勇号、扬威号两舰前往巨文岛与英方交涉。
1887年，定遠號、鎮遠號两艘铁甲舰加入北洋水师，超勇号、扬威号于是退居二线，转为主要承担训练用途。
1894年5月17日，李鸿章在威海检阅海军。此时扬威号因为长时间的高强度运用，舰体老化情况严重，锅炉将近报废，已经只能达到7節（13每小時）左右的航速。主炮也出现老化迹象，虽然天津机器局进行了一定的修理，但依然比不上刚出厂时的性能；副炮也同样出现了磨损老化的问题。鉴于朝鲜局势严峻，6月6日，时任山西太原镇总兵聂士成率领首批清军共910人及辎重，在朝鲜牙山湾白石浦里登陆。同时濟遠號、扬威号、平遠號、操江號等舰先后抵达朝鲜，驻守在牙山、仁川、大同江等地，保护侨民。同年7月25日，日军第一游击队在豐島海戰击沉清朝防护巡洋舰广乙号、以及清朝向英商租借的运输船高升号，并击伤濟遠號、俘获炮舰操江號，甲午战争随之爆发。扬威号作为北洋舰队一员，参加了舰队在战争初期的若干护航和巡逻行动。
1894年9月17日，北洋水师赴鸭绿江口的大东沟，掩护陆军登陆。北洋水师主力留驻于外场，部分吃水较浅的军舰则停泊在大东沟内的大东港，警戒转驳场。当天12:00稍过，鎮遠號一名瞭望水手发现不明煤烟。北洋各舰立即出动，以鳞次阵型离开登陆场，其中超勇号序列第9、扬威号序列第10，共同组成第5个作战小队。随后舰队展开为横列作战阵型，超勇号、扬威号小队位于舰队右翼末端。由于年久失修，两舰航速不够，一开始落在主力后面。同时联合舰队第一游击队在司令坪井航三海军少将率领下成单纵阵脱离本队加速并右转，直扑北洋舰队最弱的超勇号和扬威号。北洋方面，定远号首先开火不久，超勇号和扬威号也用舰艏重炮进行射击。为提高命中率，日舰在拉近距离之前都没有开火。12:55，领舰吉野测定发现相距超勇、扬威3000米，于是以右舷火炮开始炮击。后续各舰也是接近到3000米左右才开始攻击。由于距离较近，日舰的命中率较高，几分钟内超勇号、扬威号船壳板即有多处中弹，多名官兵死伤。日舰继续进行侧翼包抄，超勇号、扬威号也相应右转，然而由于速度不够，未能及时占领阵位。镇远号洋员马吉芬观察到，第一游击队以两倍于北洋军舰的速度移动到北洋舰队右方，与本队形成交叉火力，使超勇号、扬威号两舰陷入苦战。13:05左右，扬威号开始起火。13:08，来自超勇号和扬威号方向的一发10英寸（254）炮弹击中吉野后甲板，引爆了两发炮弹，造成2人阵亡、9人负伤，并引发了火灾。大约在13:20前后，本队序列第5的旧式铁甲舰比叡因受到北洋舰队主力压迫，被迫冒险横穿北洋舰队横列，在穿越后遭遇扬威号，右舷400米距离上遭到扬威号的攻击。14:31，第一游击队逼退围攻炮舰赤城的北洋军舰，与本队形成交叉火力，使扬威号再度起火。扬威号此时已经受到重创，被迫撤往大孤山海湾方向试图自救。途中正在逃跑的濟遠號拦腰撞上了扬威号，肇事后又立即倒车，丢下扬威号未加施救夺路而去。这一撞击使得本来已经大量进水的扬威号情况更加恶化，最终在浅滩处倾覆坐沉。幸存乘员将扬威号焚毁撤离。管带林履中跳海自殺。
9月18日，海战次日联合舰队重返战场，发现扬威号并未完全沉没，于是自千代田派出舰载艇，用杆雷将扬威号进行破坏，然后离去。